# Hot Latin Songs
Hot Latin Songs (dawniej Hot Latin Tracks) − opracowywana przez amerykański magazyn muzyczny Billboard, najważniejsza lista przebojów hiszpańskojęzyczych w Stanach Zjednoczonych. Notowanie powstało w latach 70. XX wieku, kiedy wytwórnie płytowe oraz Billboard zdały sobie sprawę, jak duży potencjał wśród amerykańskich słuchaczy mają hiszpańskojęzyczne piosenki. Zestawienie tworzone jest na podstawie statystyk stacji radiowych. Mimo iż większość piosenek na liście jest w języku hiszpańskim, to mogą się na niej znaleźć utwory nagrane w innym języku.

## Rekordy
- Artyści, którzy wykonywali najwięcej piosenek, które uplasowały się na szczycie notowania:

Enrique Iglesias (19)
Luis Miguel (16)
Gloria Estefan (15)
Marco Antonio Solís (14)
Ricky Martin (10)
Chayanne (9)
Selena (9)
Alejandro Fernández (7)
Ana Gabriel (7)
Juan Gabriel (7)
Selena (7)
Shakira (7)
Juanes (6)
Juan Luis Guerra (5)
Maná (5)
Marc Anthony (5)
Cristian Castro (5)
Jon Secada (5)
Rocío Dúrcal (4)
José José (4)
Thalía (4)
Luis Fonsi (4)
La Mafia (4)
Natalia Oreiro (3)
- Piosenki, które spędziły na szczycie notowania najwięcej tygodni:

25 tygodni
"La Tortura" – Shakira featuring Alejandro Sanz (2005)
20 tygodni
"A Puro Dolor" – Son By Four (2000)
"Me Enamora" – Juanes (2007-2008)
16 tygodni
"Qué Te Pasa" – Yurí (1988)
"Rompe" – Daddy Yankee (2005-2006)
14 tygodni
"Ay Amor" – Ana Gabriel (1988)
"De Mi Enamorate" – Daniela Romo (1987)
13 tygodni
"Quitame Ese Hombre" – Pilar Montenegro
"Lo Mejor de tu Vida" – Julio Iglesias
12 tygodni
"Nada Valgo Sin Tu Amor" – Juanes
"Enamorado Por Primera Vez" – Enrique Iglesias
11 tygodni
"Dímelo" – Enrique Iglesias (2007)
"Tal Vez" – Ricky Martin
"Amor" – Cristian Castro (1996)
10 tygodni
"Sólo En Tí" – Enrique Iglesias (1997)
"Que Pena Me Das" – Marco Antonio Solís
"Tú Sólo Tú" – Selena
"Evidencias" – Ana Gabriel
"Cosas del Amor" – Vikki Carr & Ana Gabriel
"Todo, Todo, Todo" – Daniela Romo
"Es Demasiado Tarde" – Ana Gabriel
"Como Tú" – José José
"Como Tu Mujer" – Rocío Dúrcal
9 tygodni
"La Camisa Negra" – Juanes (2005)
"Abrazame Muy Fuerte" – Juan Gabriel (2001)
"Azul" – Cristian Castro (2001)
"Livin’ la Vida Loca" – Ricky Martin
"Amor Prohibido" – Selena (1994)
"Me Estoy Enamorando" – La Mafia
"Castillo Azul" – Ricardo Montaner
"Amor Mío...¿Qué Me Has Hecho?" – Camilo Sesto
- Piosenki, które zadebiutowały na szczycie notowania:

"El Palo" – Juan Gabriel
"Enamorado Por Primera Vez" – Enrique Iglesias
"Sólo En Tí" – Enrique Iglesias
"La Venia Bendita" – Marco Antonio Solís
"Por Qué Te Conocí" – Los Temerarios
"Tal Vez" – Ricky Martin
"Labios Compartidos" - Maná
"Me Enamora" – Juanes
- Piosenki nagrane w innych językach, które uplasowały się na szczycie notowania:

"Hips Don't Lie" Shakira featuring Wyclef Jean (2006) (język angielski)
"Bailamos" Enrique Iglesias (1999) (język angielski)
"My Heart Will Go On" Céline Dion (1998) (język angielski)
"La Lambada" Kaoma (1990) (język portugalski)
- Piosenki artystów pochodzących z innych krajów, których piosenki uplasowały się na szczycie notowania:

 "Fotografía" Juanes featuring Nelly Furtado (2003)
 "Come on Over Baby (All I Want Is You)" Christina Aguilera (2001)
 "My Heart Will Go On" Céline Dion (1998)
 "Volaré" Gipsy Kings (1990)
 "Lambada" Kaoma (1990)
- Piosenki, które uplasowały się na szczycie notowań Hot 100 oraz Hot Latin Tracks:

"Hips Don't Lie" Shakira featuring Wyclef Jean
"Don't Wanna Lose You" i "Si Voy A Perderte" Gloria Estefan
"Livin’ la Vida Loca" i "Livin’ La Vida Loca (Spanish Version)" Ricky Martin
"Come on Over Baby (All I Want Is You)" i "Ven Conmigo (Solamente Tú)" Christina Aguilera